# Dulce María Loynaz
Dulce Maria Loynaz, född 10 december 1902 i Havanna, Kuba, död där 27 april 1997, var en kubansk poet och romanförfattare. 1992 tilldelades hon Premio Cervantes.